# Nitrianske Rudno (zbiornik wodny)
Zbiornik zaporowy Nitrianske Rudno (słow. Vodná nádrž Nitrianske Rudno) – sztuczny zbiornik wodny w powiecie Prievidza w zachodniej Słowacji, powstały przez przegrodzenie w 1951 r. rzeki Nitrica zaporą usytuowaną pomiędzy miejscowościami Nitrianske Rudno na zachodzie i Kostolná Ves na wschodzie.

## Parametry zbiornika
Powierzchnia zbiornika wynosi 0,84 – 0,92 km², maksymalna długość 1,46 km, maksymalna szerokość 0,6 km, maksymalna głębokość (u czoła zapory) 13,5 m. Powierzchnia lustra wody znajduje się średnio na wysokości 321,5 m n.p.m.

## Wykorzystanie zbiornika
Woda ze zbiornika służy głównie do zaopatrzenia przemysłu i energetyki w niedalekich Novákach. Poza tym zbiornik jest wykorzystywany do celów rekreacyjnych (kąpiel, sporty wodne, rybołówstwo). W otoczeniu zbiornika kompleks wypoczynkowy z autocampingiem i domkami campingowymi, restauracja i duża kolonia prywatnych domków weekendowych.